# Дерибин, Зосима Александрович
Зосима Александрович Дерибин (1901—1986) — инженер-конструктор, кораблестроитель, начальник ЦКБ-112, главный конструктор подводных лодок проекта 613, проекта 633, проекта 641Б и их модификации.

## Биография
Зосима Александрович Дерибин родился 28 сентября 1901 года.
В 1929 году окончил Ленинградский политехнический институт.
Участник проектирования и строительства подводных лодок 1-й серии «Декабрист» на Балтийском заводе им. Орджоникидзе в Ленинграде.
В 1936—1938 годах был строителем, с 1938 года — главным инженером, начальником бюро, а затем главным конструктором подводных лодок.
С 1939 руководил разработкой проектов и обеспечением строительства подводных лодок, которые действовали в Великую Отечественную войну. Под руководством З. А. Дерибина была создана подводная лодка нового проекта на базе проекта «Крейсерская», получившая обозначение «Крейсерская улучшенная» или «КУ».
В 1945—1948 годах находился в Германии в составе группы специалистов, командированных для изучения опыта немецкого подводного судостроения.

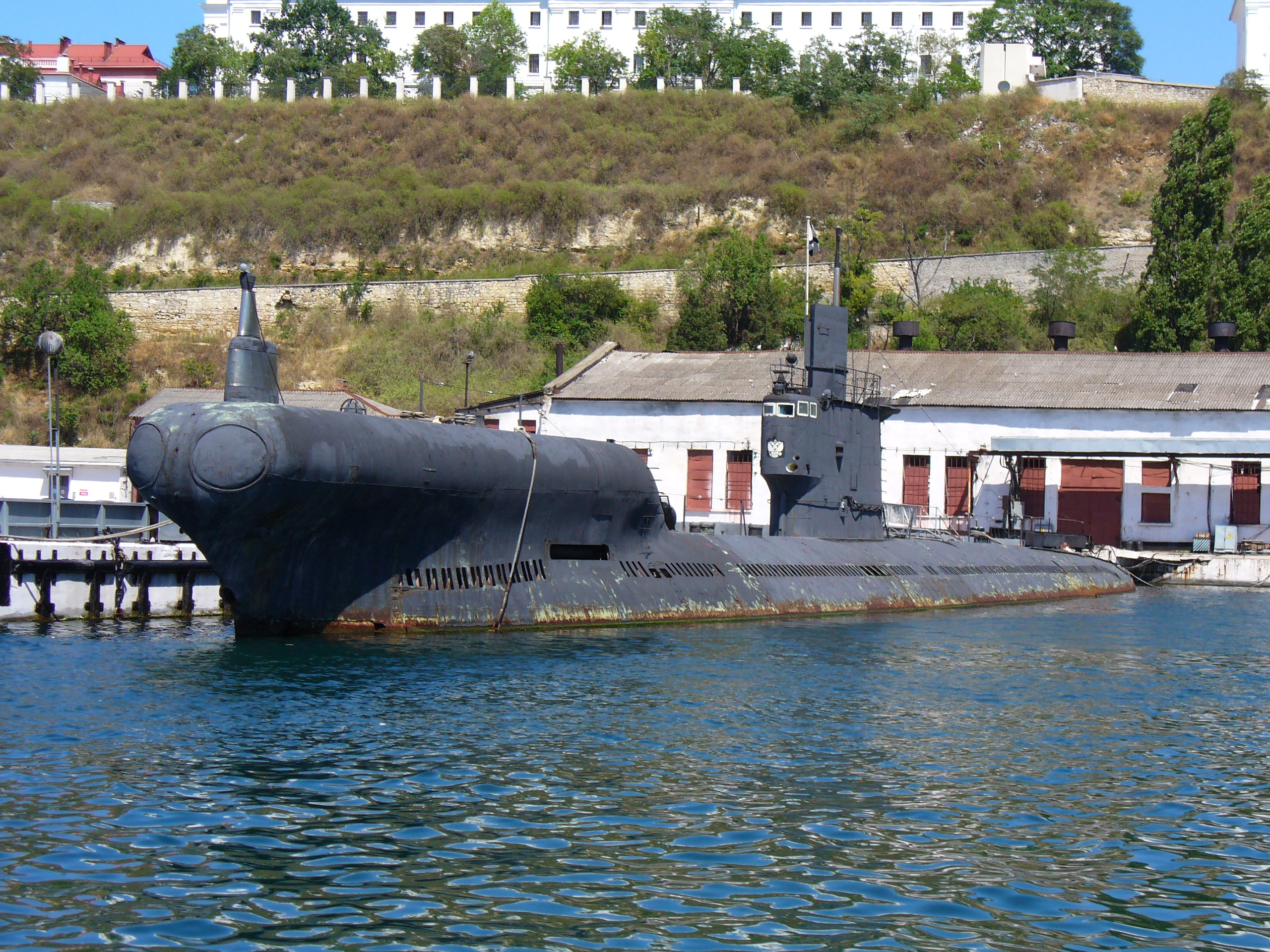
С-49 проекта 633РВ. Главный конструктор З. А. Дерибин

С 1948 года З. А. Дерибин работал в ЦКБ-18 (ныне Центральное конструкторское бюро морской техники «Рубин») и принимал участие в разработке технического проекта дизель-электрической подводной лодки проекта 613 (главный конструктор В. Н. Перегудов, затем Я. Е. Евграфов). С 1950 года главным конструктором ПЛ проекта 613 становится Зосима Александрович. Серия этих ПЛ стала самой массовой в советском подводном флоте: было построено 215 подводных лодок.
30 апреля 1953 года З. А. Дерибин был назначен начальником СКБ-112, которое в 1956 году было выделено в самостоятельное ЦКБ-112 (ныне ЦКБ «Лазурит») и приступил к проектированию новой серии дизель-электрических подводных лодок проекта 633 (усовершенствованная модификация проекта 613). Всего в период с 1957 по 1961 год на заводе «Красное Сормово» в городе Горьком было построено 20 лодок данного проекта, а позднее под международным названием Romeo — ещё 71 единица в Китае и КНДР.
В 1954 году было принято решение о разработке проекта новой океанской торпедной ДПЛ большого водоизмещения, как развитие проекта 611. Проектирование выполнялось в ЦКБ-18 (позже ЦКБ МТ «Рубин»). Главным конструктором проекта вначале был С. А. Егоров, а затем З. А. Дерибин.
С 1958 года на заводе «Судомех» (Ленинград) и частично на заводе № 402 (Северодвинск) в 1962 году строились подводные лодки проекта 641 (Главный конструктор — Дерибин). Первую ПЛ заложили 3 октября 1956 года. Всего было построено 62 подводные лодки для советского ВМФ. В 1965 году ЦКБ-18 приступило к разработке проекта подводной лодки для Индии, получившего шифр И641 (модификация проекта 641). После успешного строительства и сдачи лодок заказчику, поступили дополнительные заказы от Индии, а также от Кубы и Ливии. Все эти корабли строились на Ленинградском Адмиралтейском объединении по дополнительно доработанному проекту — И641К, имевшему уменьшенный до 400-мм калибр кормовых торпедных аппаратов. Всего для «дружественных флотов» было построено 17 подводных лодок. Главный конструктор первоначально был З. А. Дерибин, затем Ю. Н. Кормилицин. В конце 1960-х З. А. Дерибин спроектировал проект 641Б — глубокую модернизацию ДЭПЛ проекта 641 на новой элементной базе, что существенно повысило их эффективность. В 1971—1982 году на заводе «Красное Сормово» была построена серия из 18 лодок проекта 641Б «Сом».
В 1972 году З. А. Дерибин стал почётным членом НТО имени академика А. Н. Крылова.
Умер Зосима Александрович Дерибин в 1986 году.

## Награды и звания
- Орден Трудового Красного Знамени (дважды)
- Орден «Знак Почёта» (дважды)
- Медали
- Почётный член НТО им. акад. А. Н. Крылова

## Семья
- Брат — Дерибин Леонид — в годы Великой Отечественной войны служил в авиации.
- Брат — Дерибин Иван — в годы Великой Отечественной войны служил в артиллерии.
- Брат — Дерибин Александр — в годы Великой Отечественной войны был танкистом.
- От первого брака старшая дочь Новелла Зосимовна Дерибина (07.02.1928 — 28.07.2014), сын Владислав-Аскольд Зосимович Дерибин (16.03.1932 — 12.10.2008)
- Две дочери от второго брака З. А. Дерибина стали инженерами-кораблестроителями.